# 堀口力
堀口 力（ほりぐち ちから、1945年5月12日 - ）は、日本の樹木医。広島県初の樹木医であり、被爆樹木の保護に取り組んだ。 アーボリカルチャー広島代表。

## 経歴
宮崎県出身。ただし、出生地は満州。大学4年生のときに見た屋久島の縄文杉がきっかけで「緑に関わる仕事」を志すようになる。その後、福岡県で修業を積み庭師となり広島県広島市の緑化に取り組んだ。
1972年に日本初の樹木医・山野忠彦と出会い、広島原爆の生きた証人である被爆樹木の保護に取り組むことを決心した。
1991年より樹木医としての活動を開始。広島県では初の樹木医であった。
2015年、被爆樹木の保護が評価され広島市民賞を受賞。
2023年には、G7広島サミットで訪れた各国の首脳らが、堀口の育てた被爆桜の2世を平和記念公園に植樹した。後に堀口は「平和の聖地であるあの場所に被爆樹木を植えられたのは感動でした。」と語っている。
グリーン・レガシー・ヒロシマ会員。

## 人物
自宅の庭には、広島市役所敷地内にある被爆樹木・ソメイヨシノの二世が植えられている。

## 受賞
- 広島市民賞（広島市、2015年）
- 第57回 社会貢献者表彰（社会貢献支援財団、2022年）
- ラブ・グリーン賞（RCC、2024年）

## 出演
- 日本のチカラ「被爆樹木の声を聴く 広島の永遠のみどり」（2022年7月、民間放送教育協会）
- コネクト「被爆樹木と生きる Autumn&Winter」（2024年1月26日、NHK総合）
- Dearにっぽん「被爆樹木と生きる」（2024年5月26日、NHK総合）